# Equipe brasileira na Copa Davis
A equipe brasileira na Copa Davis,oficialmente Time Brasil BRB por questões de patrocínio, representa o Brasil na Copa Davis, principal competição de tênis masculina por equipes do mundo. É administrada pela Confederação Brasileira de Tênis.

## Última convocação
Pelos Qualifiers, contra a Suécia, em fevereiro de 2024.
- Gustavo Heide
- Rafael Matos
- Felipe Meligeni Rodrigues Alves
- Thiago Monteiro
- João Fonseca

## História
Fez sua estréia em 1932, com Ricardo Pernambuco, Ivo Simons, Nélson Cruz, Inácio Nogueira, Humberto Costa e Roberto Whately, desclassificados na final da Zona Americana pelos Estados Unidos.
Em 1935, consegue sua primeira vitória, sobre a Seleção Uruguaia.
Até 1966, os brasileiros não conseguiram nenhuma vitória expressiva. A partir desse ano, o Brasil passa ser mais respeitado internacionalmente. Thomaz Koch e José Edison Mandarino levam o Brasil às finais do interzonal da Copa Davis de 1966 contra a Índia, mas perde em Calcutá.
O mesmo acontece na Copa Davis de 1971, quando o Brasil deixou de disputar a final contra os Estados Unidos ao perder para a Romênia. Individualmente Thomaz Koch é o brasileiro que mais se destacou, sendo o sétimo jogador em número de vitórias em toda a história da competição.
Desde que o Grupo Mundial foi instituído, em 1981, o Brasil disputou 25 confrontos e ganhou nove, oito deles em casa, sendo três pela rodada de repescagem. A única vitória fora veio contra a Espanha, em 1999.
Os melhores resultados foram as semi finais alcançadas em 1992 e 2000. Em 1992, liderado por Luiz Mattar e Jaime Oncins, chegou a semi-final após vencer sete confrontos seguidos - sua mais expressiva série de vitórias - incluindo a Alemanha de Boris Becker e a Itália - no Rio de Janeiro e em Maceió. Foi derrotado pela Suíça em Genebra.
Em 2000, com Gustavo Kuerten e Fernando Meligeni como os principais jogadores, voltou a semi-final, onde foi derrotado para a Austrália.
Entre 1997 e 2003, o Brasil foi presença marcante no Grupo Mundial da Davis, por conta do protagonismo de Guga. Depois da aposentadoria do melhor tenista da história do País, o time brasileiro oscilou e só voltou ao Grupo Mundial em 2013.

### Resultados (desde 1990)
| Zona               | Pos.            | 90 | 91 | 92 | 93 | 94 | 95 | 96 | 97 | 98 | 99 | 00 | 01 | 02 | 03 | 04 | 05 | 06 | 07 | 08 | 09 | 10 | 11 | 12 | 13 | 14 | 15 | 16 | 17 | 18 |
| Grupo Mundial      |                 |    |    |    |    |    |    |    |    |    |    |    |    |    |    |    |    |    |    |    |    |    |    |    |    |    |    |    |    |    |
| ------------------ | --------------- | -- | -- | -- | -- | -- | -- | -- | -- | -- | -- | -- | -- | -- | -- | -- | -- | -- | -- | -- | -- | -- | -- | -- | -- | -- | -- | -- | -- | -- |
| Grupo Mundial      | Campeão         |    |    |    |    |    |    |    |    |    |    |    |    |    |    |    |    |    |    |    |    |    |    |    |    |    |    |    |    |    |
| Grupo Mundial      | Finalista       |    |    |    |    |    |    |    |    |    |    |    |    |    |    |    |    |    |    |    |    |    |    |    |    |    |    |    |    |    |
| Grupo Mundial      | Semi-finalista  |    |    |    |    |    |    |    |    |    |    |    |    |    |    |    |    |    |    |    |    |    |    |    |    |    |    |    |    |    |
| Grupo Mundial      | Quadrifinalista |    |    |    |    |    |    |    |    |    |    |    |    |    |    |    |    |    |    |    |    |    |    |    |    |    |    |    |    |    |
| Grupo Mundial      | Primeira-Fase   |    |    |    |    |    |    |    |    |    |    |    |    |    |    |    |    |    |    |    |    |    |    |    |    |    |    |    |    |    |
| Zonal das Américas |                 |    |    |    |    |    |    |    |    |    |    |    |    |    |    |    |    |    |    |    |    |    |    |    |    |    |    |    |    |    |
| Grupo I            |                 |    |    |    |    |    |    |    |    |    |    |    |    |    |    |    |    |    |    |    |    |    |    |    |    |    |    |    |    |    |
| Grupo II           |                 |    |    |    |    |    |    |    |    |    |    |    |    |    |    |    |    |    |    |    |    |    |    |    |    |    |    |    |    |    |
| Grupo III          | x               | x  |    |    |    |    |    |    |    |    |    |    |    |    |    |    |    |    |    |    |    |    |    |    |    |    |    |    |    |    |
| Grupo IV           | x               | x  | x  | x  | x  | x  | x  |    |    |    |    |    |    |    |    |    |    |    |    |    |    |    | x  | x  | x  | x  | x  | x  | x  |    |

### Estatísticas
Desde que o Grupo Mundial foi instituído, em 81, o Brasil disputou 25 confrontos e só ganhou nove, oito deles como sede, sendo três pela rodada de repescagem.
O tabu de nunca ter vencido como visitante caiu diante da Espanha, na primeira rodada de 99, mas o duelo foi no saibro.
São 51 vitórias em 118 jogos pelo Grupo Mundial, ou seja, 43,2% de rendimento. Dessas vitórias, apenas 14 não foram no saibro. Nesse piso, o Brasil ganhou 37 de 63 jogos e, em tapete, só vencemos 12 de 45 partidas. Outros cinco jogos aconteceram na grama e perdemos todos eles.
Na condição de visitante, o Brasil tem números muito ruins: só ganhou 12 de 51 jogos de simples e quatro de 13 partidas de duplas, ou seja, um total de 16 de 63 jogos.
Quando atuou como sede, o Brasil perdeu apenas um jogo de duplas desde 81. A invencibilidade de dez jogos consecutivos foi quebrada no duelo diante da Austrália, em 2001, em Florianópolis. No saibro caseiro, o time nacional venceu 33 de 50 partidas.

#### Recordes

##### Equipe
- Maior sequência de vitórias: 6 (abril de 1990 - setembro de 1992. Vitória sobre o Chile, Peru, Uruguai, Índia, Alemanha e Itália - os dois últimos válidos pelo Grupo Mundial)
- Maior vitória: 5-0 nos jogos, 13-0 sets, 76-18 games (contra a equipe de Antilhas Holandesas, 2005)
- Disputa mais longa: 16 horas e 30 minutos (Brasil x Equador 2:3, 2009)
- Jogo mais longo: 6 horas e 42 minutos ( Leonardo Mayer vs.  João Souza 7-6(7-4), 7-6(7-5), 5-7, 5-7, [15-13] em 2015)

##### Individuais
- Mais participações (anos) - 16 (Thomas Koch)
- Maior número de jogos - 118 (Thomas Koch, 74-44)
- Maior número de vitórias - 74 (Thomas Koch, 74-44)
- Maior número de vitórias individuais - 46 (Thomas Koch, 46-32)
- Maior número de vitórias como duplista - 28 (Thomas Koch, 28-12)
- Dupla mais bem sucedida - Thomas Koch / Edison Mandarino (23-9)
- Jogador mais jovem - 16 anos e 151 dias (Fernando Roese, 24 de setembro de 1965)
- Jogador mais velho - 36 anos e 144 dias (Thomas Koch, 2 de outubro de 1981)

##### Do torneio
- 1981 - Carlos Kirmayr anotou o recorde de games (40) para um set em jogos de simples no Grupo Mundial, ao bater o alemão Uli Pinner por 6/2, 11/13, 21/19 e 6/3. Este é também o oitavo jogo mais longo de todos os tempos em número de games, com 81.
- 2003 - Gustavo Kuerten anotou 47 aces diante do canadense Daniel Nestor, na repescagem do Grupo Mundial de 2003, recorde em toda a história.

### Melhores desempenhos individuais
| Jogador           | V/D Total | V/D Simples | Confrontos | Anos |
| ----------------- | --------- | ----------- | ---------- | ---- |
| Thomaz Koch       | 74-44     | 46-32       | 44         | 16   |
| Edison Mandarino  | 68-41     | 41-31       | 43         | 15   |
| Carlos Kirmayr    | 34-22     | 17-15       | 28         | 14   |
| Gustavo Kuerten   | 34-18     | 21-11       | 23         | 11   |
| Cássio Motta      | 28-21     | 13-16       | 27         | 11   |
| Carlos Fernandes  | 25-15     | 16-10       | 16         | 8    |
| Jaime Oncins      | 23-14     | 12-8        | 25         | 11   |
| Luiz Mattar       | 20-18     | 16-15       | 20         | 9    |
| Ronald Barnes     | 16-17     | 7-13        | 14         | 8    |
| André Sá          | 14-10     | 4-4         | 18         | 9    |
| Fernando Meligeni | 13-16     | 13-16       | 19         | 10   |
| Armando Vieira    | 13-11     | 10-5        | 9          | 5    |
| Thomaz Bellucci   | 14-7      | 13-7        | 12         | 7    |

- Fonte:TenisBrasil[5]
- Dados atualizados até 2011

### As quatro grandes campanhas do Brasil na Davis
Até a criação do sistema de acesso e descenso, em 81, que vigora até hoje, as melhores campanhas brasileiras foram em 66 e 71, quando chegou à semifinal internacional (a vitória permitiria jogar pelo título com o campeão do ano anterior, que não disputava as eliminatórias e só fazia a final da Copa).
Depois de 81, os principais resultados são duas presenças em semifinais: Em 92, e em 2000.
1966 (com Thomaz Koch, Edson Mandarino e Luís Felipe Tavares)
- Dinamarca 0 x 5 Brasil
- Espanha 2 x 3 Brasil
- Polônia 1 x 4 Brasil
- França 1 x 4 Brasil
- Brasil 3 x 2 EUA
- Índia 3 x 2 Brasil

1971 (com Thomaz Koch, Edson Mandarino, Luís Felipe Tavares e Carlos Kirmayr)
- Brasil 4 x 1 Equador
- Brasil 3 x 2 Chile
- Brasil 3 x 2 México
- Brasil 4 x 1 Tchecoslováquia
- Romênia 3 x 2 Brasil

1992
| Ano  | Fase                             | Data                | Equipe                                               | Local          | Adversário | Placar | Resultado |
| ---- | -------------------------------- | ------------------- | ---------------------------------------------------- | -------------- | ---------- | ------ | --------- |
| 1992 | Grupo Mundial, 1a Fase           | 2 a 4 de fevereiro  | Luiz Mattar Jaime Oncins Cássio Motta Fernando Roese | Rio de Janeiro | Alemanha   | 3–1    | Vitória   |
| 1992 | Grupo Mundial, Quartas-de-finais | 29 a 31 de março    | Luiz Mattar Jaime Oncins Cássio Motta Fernando Roese | Maceió         | Itália     | 3–1    | Vitória   |
| 1992 | Grupo Mundial, Semi-finais       | 27 a 29 de setembro | Luiz Mattar Jaime Oncins Cássio Motta Fernando Roese | Genebra        | Suíça      | 0–5    | Derrota   |

2000
| Ano  | Fase                             | Data               | Equipe                                                                  | Local          | Adversário | Placar | Resultado |
| ---- | -------------------------------- | ------------------ | ----------------------------------------------------------------------- | -------------- | ---------- | ------ | --------- |
| 2000 | Grupo Mundial, 1a Fase           | 6 a 8 de fevereiro | Gustavo Kuerten Fernando Meligeni Jaime Oncins Francisco Costa André Sá | Florianópolis  | França     | 4–1    | Vitória   |
| 2000 | Grupo Mundial, Quartas-de-finais | 9 a 11 de abril    | Gustavo Kuerten Fernando Meligeni Jaime Oncins Francisco Costa André Sá | Rio de Janeiro | Eslováquia | 3–2    | Vitória   |
| 2000 | Grupo Mundial, Semi-finais       | 16 a 18 de julho   | Gustavo Kuerten Fernando Meligeni Jaime Oncins Francisco Costa André Sá | Brisbane       | Austrália  | 0–5    | Derrota   |

## Honrarias
- Thomas Koch e Edson Mandarino formaram a 3ª melhor dupla de todos os tempos na Davis, totalizando 23 vitórias e apenas 9 derrotas.[7]